# Scipione Rebiba
Scipione Rebiba, italijanski rimskokatoliški duhovnik, škof in kardinal, * 3. februar 1504, San Marco d'Alunzio, † 23. julij 1577, Rim.

## Življenjepis
15. marca 1541 je bil imenovan za pomožnega škofa Cietija in naslovnega škofa Amyclaeje. 20. decembra 1555 je bil povzdignjen v kardinala. Leta 1566 je bil imenovan za nadškofa Pise, leta 1573 za škofa Albana in leta 1574 za škofa Sabine e Poggio Mirteto.

## Apostolsko nasledstvo
Glede na študijo tako imenovanega škofovskega rodoslovja, ki jo je opravil Charles Bransom, predstavlja Rebiba prvega znanega začetnika v apostolskem nasledstvu kar 96 odstotkom vseh današnjih škofov, ki jih je približno 5330 (podatek za maj 2016). Do tega je prišlo tako, da je papež Benedikt XIII. (1649–1730), ki je sveti red prejel po rokah Rebibinih naslednikov, sam posvetil 139 škofov, ki so zasedli različne pomembne škofovske sedeže, tako v Nemčiji, Franciji, Angliji in v Novem svetu. Ti škofje so posvetili skoraj izključno vse nadaljnje škofe svojih dežel. Kdo je Rebibi podelil škofovsko posvečenje, ni znano, saj do sedaj niso našli nobenih tozadevnih dokumentov. S tem ostaja apostolsko nasledstvo za nazaj neznanka.